# Státní institut mezinárodních vztahů v Moskvě
Státní institut mezinárodních vztahů v Moskvě (MGIMO) (rusky: Московский государственный институт международных отношений (университет) Министерства иностранных дел Российской федерации) je diplomatická škola Ministerstva zahraničních věcí Ruska. Univerzita založená roku 1944 je považována za nejstarší a nejznámější ruskou školu určenou pro studium mezinárodních vztahů a přípravu diplomatů. Sídlo školy je na Vernadského prospektu v Moskvě.
MGIMO má v současnosti pověst elitního, i když kontroverzního ústavu. Ředitel centra postsovětských studií této univerzity Stanislav Čerňjavskij v listopadu 2013 při návštěvě Prahy otevřeně přiznával, že MGIMO bylo úzce propojené se sovětskou tajnou službou.
Mnozí ze současných studentů pocházejí z rodin politických, ekonomických nebo intelektuálních elit Ruska. Na škole se vyučuje 53 jazyků. V dobách Sovětského svazu byla škola určena především studentům pocházejících z rodin členů komunistických stran Východního bloku.
V současnosti jsou součástí univerzity tři instituty, osm fakult a mj. tři programy postgraduálního studia Master of Business Administration. Celkový počet studentů se pohybuje okolo pěti tisíc.
Rektorem je Anatolij Vasiljevič Torkunov.

## Českoslovenští studenti MGIMO
V době totalitního režimu KSČ byla MGIMO jediná diplomatická škola ve východním bloku, takže na ní studovaly stovky československých studentů, kteří pak nastupovali na vysoké politické posty v Česku i na Slovensku. Podle bývalého ředitele české kontrarozvědky Karla Randáka „ruské tajné služby zahraniční studenty rutinně po absolvování sledují, udržují s nimi kontakt a tipují si je jako možné spolupracovníky”. Absolventem je například Štefan Füle, Jan Kohout, Marek Dospiva, Jaroslav Haščák, Jozef Oravkin, Miloš Červenka, Peter Chrenko, Jaromír Johanes, ale také synové Gustáva Husáka, Vasila Biľaka, vnuk Antonína Zápotockého. Ne všichni velvyslanci školu ve svém životopise uvádí.